# Yehuda Bauer
Pour les articles homonymes, voir Bauer.
Yehuda Bauer (en hébreu : יהודה באואר), né Martin Bauer le 6 avril 1926 à Prague et mort le 18 octobre 2024 à Jérusalem, est un historien et un universitaire israélien spécialiste de la Shoah.
Il est professeur des études sur la Shoah à l'Institut juif contemporain Avraham Harman (en) de l'université hébraïque de Jérusalem.

## Biographie
Yehuda Bauer est né et a grandi à Prague en Tchécoslovaquie. Son père, fervent partisan du sionisme, essaye de rassembler de l'argent durant les années 1930 pour rejoindre la Palestine alors sous mandat britannique. Le 15 mars 1939, la famille Bauer y émigre.
Yehuda Bauer poursuit sa scolarité à Haïfa et à 16 ans, inspiré par son professeur d'histoire, Rachel Krulik, décide de se consacrer aux études d'histoire. Tout en poursuivant le lycée, il rejoint le Palmach, les unités armées du mouvement clandestin sioniste Haganah. Il obtient une bourse britannique et part pour l'université de Cardiff au pays de Galles. Il y interrompra ses études pour retourner se battre lors de la guerre israélo-arabe de 1948 avant de repartir à Cardiff pour obtenir son diplôme.
Bauer retourne ensuite en Israël où il intègre le kibboutz Shoval et commence des études à l'université hébraïque de Jérusalem et il y obtint un doctorat en 1960 avec une thèse sur le mandat britannique en Palestine. L'année suivante, il commence à enseigner à l'Institut juif contemporain à l'université hébraïque.
Il siège alors au comité central du Mapam, alors un parti sioniste marxiste et un visiting professor à l'université Brandeis, l'université Yale, le Richard Stockton College (en) et l'université Clark. Il est le fondateur et rédacteur du Journal pour les études sur la Shoah et le génocide et est membre du conseil éditorial de l'Encyclopédie de la Shoah, publiée par Yad Vashem en 1990.